# Jake Vokins
Jake Vokins, né le 17 mars 2000 à Oxford, est un footballeur anglais qui évolue au poste de défenseur à l'Eastleigh FC.

## Biographie

### En club
Le 29 janvier 2021, il est prêté à Sunderland AFC.
Le 2 juillet 2021, il est prêté à Ross County.

### En équipe nationale
Avec les moins de 17 ans, il participe au championnat d'Europe des moins de 17 ans en 2017. Lors de ce tournoi, il ne joue que l'ultime minute de finale perdue par les Anglais contre les Espagnols après une séance de tirs au but.

## Palmarès
- Finaliste du championnat d'Europe des moins de 17 ans en 2017 avec l'équipe d'Angleterre des moins de 17 ans